# ولادیمیر مارچنکو (ژیمناست)
ولادیمیر مارچنکو (انگلیسی: Vladimir Marchenko؛ زادهٔ ۲۲ سپتامبر ۱۹۵۲) ژیمناست هنری اهل اتحاد جماهیر شوروی سوسیالیستی بود.